# Eleição municipal de Araucária em 1992
A eleição municipal de Araucária de 1992 ocorreu dia 3 de outubro, junto do primeiro turno de todos os municípios brasileiros. Naquele dia, os eleitores escolheram os prefeitos que administrariam tais cidades a partir de 1º de janeiro de 1993 e cujos sucessores seriam eleitos em 1996, e em Araucária foram cerca de 26 mil eleitores. Devido ao processo de impeachment de Fernando Collor, esta eleição ocorreu sob presidência de Itamar Franco. Os eleitores araucarienses puderam escolher entre apenas três candidatos a prefeito, além de diversos a vereador.
O prefeito titular era Albanor Zezé (PST), que lançou o seu vice Edvino como candidato a sucessão. O principal adversário foi seu primo e antigo prefeito Rogério Kampa.

## Resultados

### Eleição para prefeito
Conforme dados do TSE, foram computados 26.329 votantes, e não foram encontradas as quantidades de brancos e nulos. O resultado completo da eleição para prefeito é:
| Candidato(a)          | Vice                        | Coligação            | Votos recebidos | Percentual |
| --------------------- | --------------------------- | -------------------- | --------------- | ---------- |
| Edvino Kampa (PST)    | Antônio Carlos Torres (PFL) | PST/PSDB/PDT/PFL/PTB | 18.244          | 69,29%     |
| Rogério Kampa (PMDB)  | Tonde Lemos                 | PMDB/PL              | 6.903           | 26,22%     |
| Nelson Belisário (PT) |                             | PT - Sem Coligação   | 1.182           | 4,49%      |

### Eleição para vereador
Ao todo, foram eleitos 13 vereadores, tendo influência do quociente eleitoral para decidir as vagas na Câmara Municipal. Os eleitos na ocasião são:
| Candidato(a)              | Partido | Votos | Percentual |
| ------------------------- | ------- | ----- | ---------- |
| Irineu Cantador           | PFL     | 1.182 | 4,48%      |
| Josué de Oliveira Kersten | PDT     | 1.091 | 4,14%      |
| Olizandro José Ferreira   | PFL     | 1.082 | 4,10%      |
| João Renato Cantele       | PDT     | 1.015 | 3,85%      |
| Sebastião Cordeiro Calado | PFL     | 998   | 3,79%      |
| Paulo Sabag               | PST     | 930   | 3,53%      |
| Wilson Roberto David Mota | PST     | 862   | 3,27%      |
| Luiz Soczek               | PSDB    | 839   | 3,18%      |
| Ozório Pereira            | PST     | 759   | 2,88%      |
| José Juval Bezerra        | PDT     | 707   | 2,68%      |
| Alcir Nogueira            | PDT     | 695   | 2,63%      |
| Aldair Miguel Buiar*      | PMDB    | 404   | 1,53%      |
| Mauro Luiz Biscaia*       | PMDB    | 356   | 1,35%      |

- Vereadores com '*' foram eleitos pelo quociente eleitoral.